# Хижнянська сільська рада
Хи́жнянська сільська́ ра́да — колишня адміністративно-територіальна одиниця та орган місцевого самоврядування в Жашківському районі Черкаської області. Адміністративний центр — село Хижня.

## Загальні відомості
- Населення ради: 984 особи (станом на 2001 рік)

## Населені пункти
Сільській раді були підпорядковані населені пункти:
- с. Хижня
- с. Одай

## Склад ради
Рада складалась з 12 депутатів та голови.
- Голова ради: Коваленко Олександр Григорович
- Секретар ради: Руденко Галина Андріївна

### Керівний склад попередніх скликань
| Прізвище, ім'я, по батькові    | Основні відомості                                                 | Дата обрання | Дата звільнення |
| ------------------------------ | ----------------------------------------------------------------- | ------------ | --------------- |
| Коваленко Олександр Григорович | Сільський голова, 1962 року народження, освіта вища, безпартійний | 26.03.2006   | 31.10.2010      |
| Коваленко Олександр Григорович | Сільський голова, 1962 року народження, освіта вища               | 31.10.2010   |                 |

Примітка: таблиця складена за даними сайту Верховної Ради України

### Депутати
За результатами місцевих виборів 2010 року депутатами ради стали:

#### За суб'єктами висування
| Суб'єкт висування | Кількість обраних депутатів | %    |
| ----------------- | --------------------------- | ---- |
| Партія регіонів   | 8                           | 66,7 |
| Самовисування     | 4                           | 33,3 |

#### За округами
| № округу        | Прізвище, ім'я, по батькові | Дата визнання обраним | Освіта  | Партійна приналежність | Відомості про обраного депутата                                  |
| --------------- | --------------------------- | --------------------- | ------- | ---------------------- | ---------------------------------------------------------------- |
| Партія регіонів |                             |                       |         |                        |                                                                  |
| 1               | Сіра Тетяна Петрівна        | 01.11.2010            | середня | позапартійна           | Дошкільна дитяча установа с. Хижня, помічник вихователя          |
| 2               | Чайка Людмила Володимирівна | 01.11.2010            | середня | позапартійна           | Хижнянська загальноосвітня школа І-ІІІ ст., вчитель              |
| 3               | Кулик Василь Леонтійович    | 01.11.2010            | середня | позапартійний          | Цегельний завод Маньківсько-го району с. Кривець, механік        |
| 4               | Павлюк Олена Дмитрівна      | 01.11.2010            | середня | позапартійна           | Хижнянська сільська рада, бухгалтер                              |
| 5               | Питель Ольга Григорівна     | 01.11.2010            | середня | позапартійна           | Дошкільна дитяча установа с. Хижня, завідувачка дитячої установи |
| 8               | Степанюк Віктор Петрович    | 01.11.2010            | середня | позапартійний          | приватний підприємець                                            |
| 9               | Коломієць Оксана Петрівна   | 01.11.2010            | середня | позапартійна           | Дошкільна дитяча установа с. Хижня, вихователь                   |
| 11              | Яровенко Олексій Захарович  | 01.11.2010            | середня | позапартійний          | приватний підприємець                                            |
| Самовисування   |                             |                       |         |                        |                                                                  |
| 6               | Колісник Раїса Миколаївна   | 01.11.2010            | вища    | позапартійна           | тимчасово не працює                                              |
| 7               | Козій Ніна Володимирівна    | 01.11.2010            | середня | позапартійна           | Хижнянська загальноосвітня школа І-ІІІ ст., тех. працівник       |
| 10              | Лисенко Лариса Григорівна   | 01.11.2010            | вища    | позапартійна           | Хижнянська загальноосвітня школа І-ІІІ ст., вчитель              |
| 12              | Руденко Галина Андріївна    | 01.11.2010            | середня | позапартійна           | Хижнянська сільська рада, секретар сільської ради                |